# Frederico Serrão
Frederico Taveira Serrão (Rio de Janeiro, 20 aprile 1908 – Volta Redonda, 13 ottobre 1992) è stato uno schermidore brasiliano.

## Palmarès
In carriera ha conseguito i seguenti risultati:
- Giochi Panamericani:

Buenos Aires 1951: bronzo nella sciabola a squadre.